# Raatosaari (ö i Birkaland, Övre Birkaland, lat 61,82, long 23,96)
Raatosaari är en ö i Finland. Den ligger i sjön Rikalanjärvi och i kommunen Ruovesi i den ekonomiska regionen  Övre Birkalands ekonomiska region  och landskapet Birkaland, i den södra delen av landet, 190 km norr om huvudstaden Helsingfors. Öns area är 0,3 hektar och dess största längd är 140 meter i nord-sydlig riktning.